# Sergio Almirón
Sergio Omar Almirón (* 18. listopad 1958, Rosario) je bývalý argentinský fotbalista. Nastupoval většinou na postu útočníka.
S argentinskou reprezentací vyhrál mistrovství světa v Mexiku roku 1986. V národním mužstvu odehrál 6 utkání, v nichž vstřelil 4 branky.
S klubem Newell's Old Boys Rosario se stal v sezóně 1987/88 mistrem Argentiny.